# Myrsine okabeana
Myrsine okabeana är en viveväxtart som först beskrevs av Takasi Tuyama, och fick sitt nu gällande namn av John Walker. Myrsine okabeana ingår i släktet Myrsine och familjen viveväxter. Inga underarter finns listade i Catalogue of Life.